# Change!
Change! (チェンジ?) è una serie televisiva giapponese del 1998.

## Trama
Saori Kanzaki non ha mai sopportato che la madre facesse l'attrice e che fosse costretta a metterla in secondo piano; improvvisamente, le due si scambiano i corpi e sono costrette ad affrontare la realtà da un nuovo punto di vista.